# William MacQuitty
William MacQuitty est un producteur de cinéma britannique né le 15 mai 1905 à Belfast (alors en Irlande) et mort le 5 février 2004 à Londres (Angleterre).

## Filmographie (sélection)
- 1953 : Au coin de la rue (Street Corner) de Muriel Box
- 1954 : Le Vagabond des îles (The Beachcomber) de Muriel Box
- 1955 : Opération Tirpitz (Above Us the Waves) de Ralph Thomas
- 1956 : Le Secret des tentes noires (The Black Tent) de Brian Desmond Hurst
- 1958 : Atlantique, latitude 41° (A Night to Remember) de Roy Ward Baker
- 1963 : L'Indic (The Informers) de Ken Annakin